# Zephyrhills North
Zephyrhills North é uma Região censo-designada localizada no estado americano de Flórida, no Condado de Pasco.

## Demografia
Segundo o censo americano de 2000, a sua população era de 2544 habitantes.

## Geografia
De acordo com o United States Census Bureau tem uma área de
2,8 km², dos quais 2,8 km² cobertos por terra e 0,0 km² cobertos por água.

## Localidades na vizinhança
O diagrama seguinte representa as localidades num raio de 16 km ao redor de Zephyrhills North.